# Öxarfjörður
L'Öxarfjörður est une baie du Nord-Est de l'Islande. Elle est délimitée à l'ouest par la Tjörnes, au sud par l'Öxarsandur, à l'est par la Melrakkaslétta et s'ouvre au nord sur l'océan Arctique. Le port de Kópasker est situé sur son rivage oriental. Le toponyme islandais Öxarfjörður signifie littéralement « le fjord d'Öxa » en français.
La Jökulsá á Fjöllum, second fleuve d'Islande, se jette dans l'Öxarfjörður après avoir traversé l'Öxarsandur.